# مدبغة سيدي موسى
مدبغة سيدي موسى أو دار دباغة غرنيز هي دور للدباغة تاريخية متخصصة منذ نشأتها في معالجة جلود الأبقار.:323
تقع في حي غرنيز، بالقرب من زاوية مولاي إدريس الثاني وفندق النجارين في قلب حي فاس البالي في مدينة فاس القديمة في المغرب. بنيت المدبغة في القرن الحادي عشر، حيث تعد إحدى المدابغ التاريخية العتيقة للمدينة.

## تاريخ
تعد مدبغة سيدي موسى أو كما تسمى شعبيا «دار دباغ غرنيز» أصغر وأقدم دور دباغة في مدينة فاس المغربية، جنبًا إلى جنب مع مدبغة عين أزليتن ومدبغة دار شوارة هذه الأخيرة التي ترجح مصادر تاريخية تاريخها لفترة تأسيس مدينة فاس بداية القرن التاسع.:296
بحسب كتاب روض القرطاس للمؤرخ المغربي ابن أبي زرع سنة 1326، فقد جاء ذكر مدبغة سيدي موسى في أوائل القرن الثاني عشر.:178 بُنيت المدابغ بمحاذاة عين الدباغين كمصدر للمياه. وتشير المصادر إلى أن المدابغ كانت صناعة رئيسية حتى في تاريخ المدينة المبكر، حيث كانت مرتبطة بجزء كبير من اقتصادها. حيث كانت منتجات المدابغ في المدينة ذات قيمة وجودة مميزة شاهمت في تصديرها على طول الطريق إلى بغداد.
بحسب المؤرخ المغربي أبو الحسن علي الجزنائي فإن الموحدين قد أحصوا ما مجموعه 86 ورشة دباغة في المدينة، بينما يرجح مصدر لاحق أن العدد قد كان حوالي مئة في فترة الدولة المرينية.
استمرت مدابغ المدينة في التوسع والتعديل في عدة مناسبات حتى في العصر الحديث. إذ حضعت المدابغ في السنوات الأخيرة للترميم، بالتوازي مع الجهود المبذولة للحد من كمية التلوث التي تولدها داخل المدينة. تم الانتهاء من الترميمات المادية والهيكلية لدباغة سيدي موسى في عام 2015. كجزء من جهود الترميم تم وضع خطة جديدة أيضًا لتقليل الأنشطة الأكثر تلويثًا في المدابغ من خلال إجراء بعض خطوات عملية الدباغة في منشآت جديدة خارج المدينة القديمة بدلاً من ذلك. كان من المقرر الانتهاء من هذه الخطوة بحلول نهاية عام 2018.

## معرض الصور

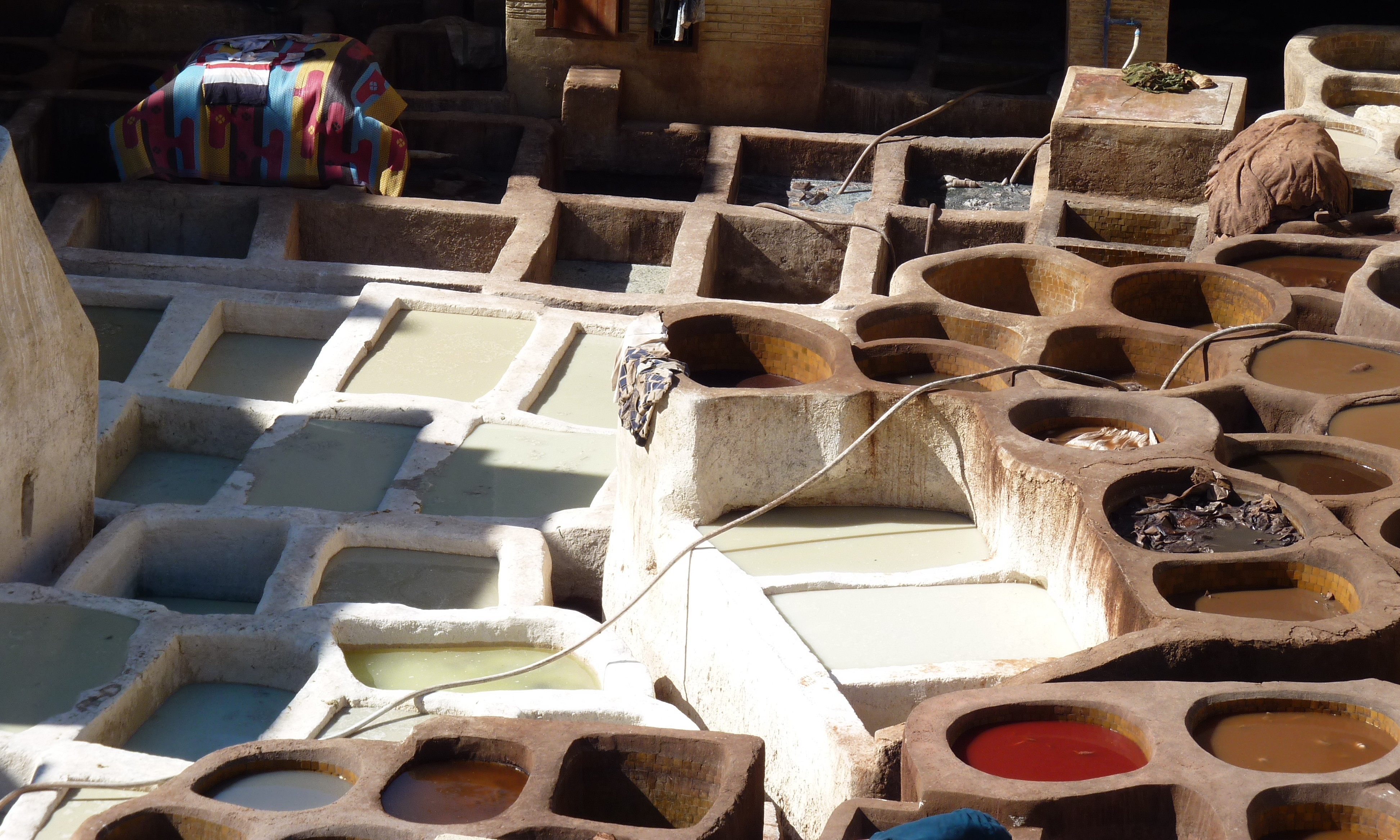
أحواض الدباغة